# Veículo Lançador de Microssatélite
O Veículo Lançador de Microssatélites (VLM) é um foguete lançador de satélites cujo projeto remonta ao final da década de 80, tendo sido concebido como uma versão simplificada do VLS, para transportar cargas com massa de até 200 kg composta por mini, micro, nano e picosatélites.
Mais recentemente, em 2010, começaram a surgir indicações de uma possível colaboração do IAE com o DLR no sentido de desenvolver um lançador otimizado para lançar as cargas do projeto Shefex III, primeiro em voos suborbitais, e depois em órbita. Isso acabou se concretizando com uma revisão no projeto original do VLM, passando a usar motores mais potentes nos primeiros estágios (motores esses que estão em desenvolvimento).

## Voos propostos
| # | Foto | Lançador | Carga Útil   | Data     | Local                             | Resultado |
| - | ---- | -------- | ------------ | -------- | --------------------------------- | --------- |
| 1 |      | VLM V-00 | Qualificação | Out.2028 | Centro de lançamento de Alcântara | -         |
| 2 |      | VLM V-01 | SHEFEX III   | -        | Centro de lançamento de Alcântara | -         |
| 3 |      | VLM V-02 | -            | -        | Centro de lançamento de Alcântara | -         |
| 4 |      | VLM V-03 | -            | -        | Centro de lançamento de Alcântara | -         |

## Histórico

### Versão original derivada do VLS
No final da década de 80, esse projeto foi esboçado no IAE. Tratava-se de um produto derivado do próprio VLS, porém, com prioridade de execução menor. Seria basicamente o corpo principal do VLS de 3 estágios, sem os 4 propulsores laterais que constituem o seu primeiro estágio, completado por um 4° estágio usando o motor S-33.
Então nessa primeira concepção, o VLM teria a seguinte configuração:
- 1° estágio - 1 motor S43
- 2° estágio - 1 motor S40TM
- 3° estágio - 1 motor S44
- 4° estágio - 1 motor S33

Com quase de 20 metros de altura, e uma massa de aproximadamente 16 toneladas, os três primeiros estágios possuiriam controle de direção e de rotação. O último não possuiria controle, porém seria estabilizado dinamicamente por rotação.
Todos os seus motores principais seriam de combustível sólido. Possuiria um pequeno conjunto de motores de propelente líquidos que eliminariam, caso necessário, a rotação do veículo entre o voo do primeiro e do terceiro estágios, também servindo para controlar a direção do terceiro estágio.

### Proposta atual (VLM-1)
Em 2010, o DLR consultou o IAE sobre a possibilidade de desenvolver um lançador capaz de colocar a carga do projeto Shefex III em um voo suborbital e que tivesse capacidade também de colocar em órbita os próximos experimentos desse projeto. O IAE respondeu positivamente com o desenvolvimento do motor S-50 (11 toneladas, 5 metros de altura e cerca de 1,40 m de diâmetro), e foi feita uma revisão no projeto do VLM para a seguinte configuração:
- 1° estágio - 1 motor S50 (em desenvolvimento)
- 2° estágio - 1 motor S50 (em desenvolvimento)
- 3° estágio - 1 motor S44

O grande diferencial do motor S-50, é o seu invólucro. Diferente da maioria dos anteriores que são metálicos, este vai ser construído usando materiais compostos, o que reduz o peso total e o tempo de produção de dezoito para três meses. Para isso foi criado um projeto estruturante: o veículo suborbital VS-50, cujo objetivo principal é qualificar em voo os principais subsistemas do VLM-1.
Com essa nova versão, além de atender os requisitos da missão Shefex III, este lançador estaria apto a colocar outras cargas úteis relativamente pequenas em órbita.

### Versões planejadas
Para essas versões, está sendo construído o motor L-25, que ja foi testado pelo IAE

#### Aquila 1
No futuro o motor a combustível líquido L25 vai substituir o motor a combustível sólido do 3° estágio:
- 1° estágio - 1 motor S50
- 2° estágio - 1 motor S50
- 3° estágio - 1 motor L25 (em desenvolvimento)

#### Aquila 1e
Será adicionado ao primeiro estagio 2 boosters S50:
- 1° estágio - 3 motores S50
- 2° estágio - 1 motor S50
- 3° estágio - 1 motor L25 (em desenvolvimento)[9]

### Outras possibilidades
Pesquisadores brasileiros estudaram a possibilidade de um sistema de lançamento com custo competitivo usando motores S-50 nos dois primeiros estágios e um conjunto de motores líquidos no terceiro estágio. Esse sistema operando a partir do Centro de Lançamento de Alcântara poderia inserir satélites de até 500 kg em órbitas polares com um custo de transporte aproximado de US$ 39000 por quilograma de carga útil.

## Características do foguete
O VLM é otimizado para o lançamento de pequenos satélites e seu desenvolvimento é orientado para o baixo custo de desenvolvimento e produção, contando desde o início com o envolvimento de empresas privadas. Além dos satélites previstos nos programas espaciais Brasileiro e Alemão, tem-se a expectativa de que o veículo obtenha inserção no mercado internacional de lançamentos de pequenos satélites.
O novo projeto da Torre Móvel de Integração do CLA possuirá uma mesa de lançamento que atenderá tanto ao VLS quanto ao VLM.